# Balmberg
Der Balmberg ist ein Schweizer Pass im Kanton Solothurn, der Welschenrohr und Günsberg verbindet. Die Postautostrecke Balmberg-Südseite wird ab Solothurn bedient und auch im Winter gewartet.

## Passstrasse
Die Balmbergstrasse Nord ab Welschenrohr ist mit einer Neigung von rund 25 % eine der steilsten Passstrassen der Schweiz. Am unteren Ende steht deshalb ein Warnschild und im Winter ist die Strasse geschlossen. Die Strasse ist zudem recht schmal, so dass PKWs manchmal zurücksetzen müssen, um Gegenverkehr passieren zu lassen. Trotz des Warnschildes ist diese Strasse nicht ganz frei von Motorfahrzeugen, ist sie doch für die Talbewohner die schnellste Verbindung in den Bezirk Lebern SO. Besonders am Wochenende wird sie auch von Motorradfahrern genutzt.
Der Balmberg war bereits mehrere Male Etappenort der Tour de Suisse. In den Jahren 1969, 1972, 1978, 1981, 1985, 1990 und 1993 fand jeweils ein Bergzeitfahren über 12 Kilometer von Solothurn auf den Balmberg statt. Zudem ist der Balmberg das Skigebiet der Region.

## Namensherkunft
Der Name bezieht sich auf die Gemeinde Balm bei Günsberg an der Südseite und verweist auf prähistorische Siedlungen an Felsüberhängen, siehe Balm (Toponym).

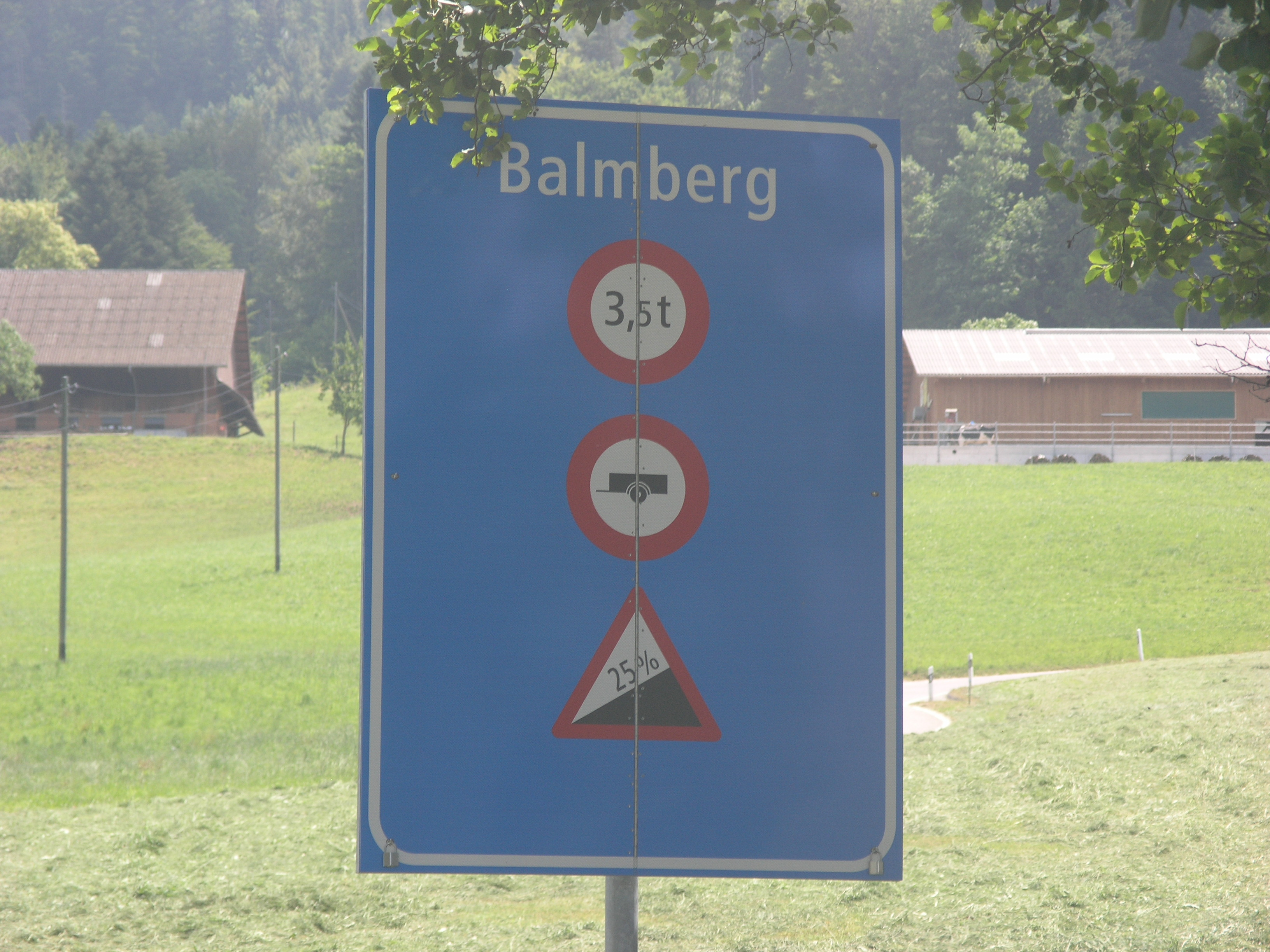
Hinweisschild am nördlichen Anfang der Balmbergstrasse in Welschenrohr
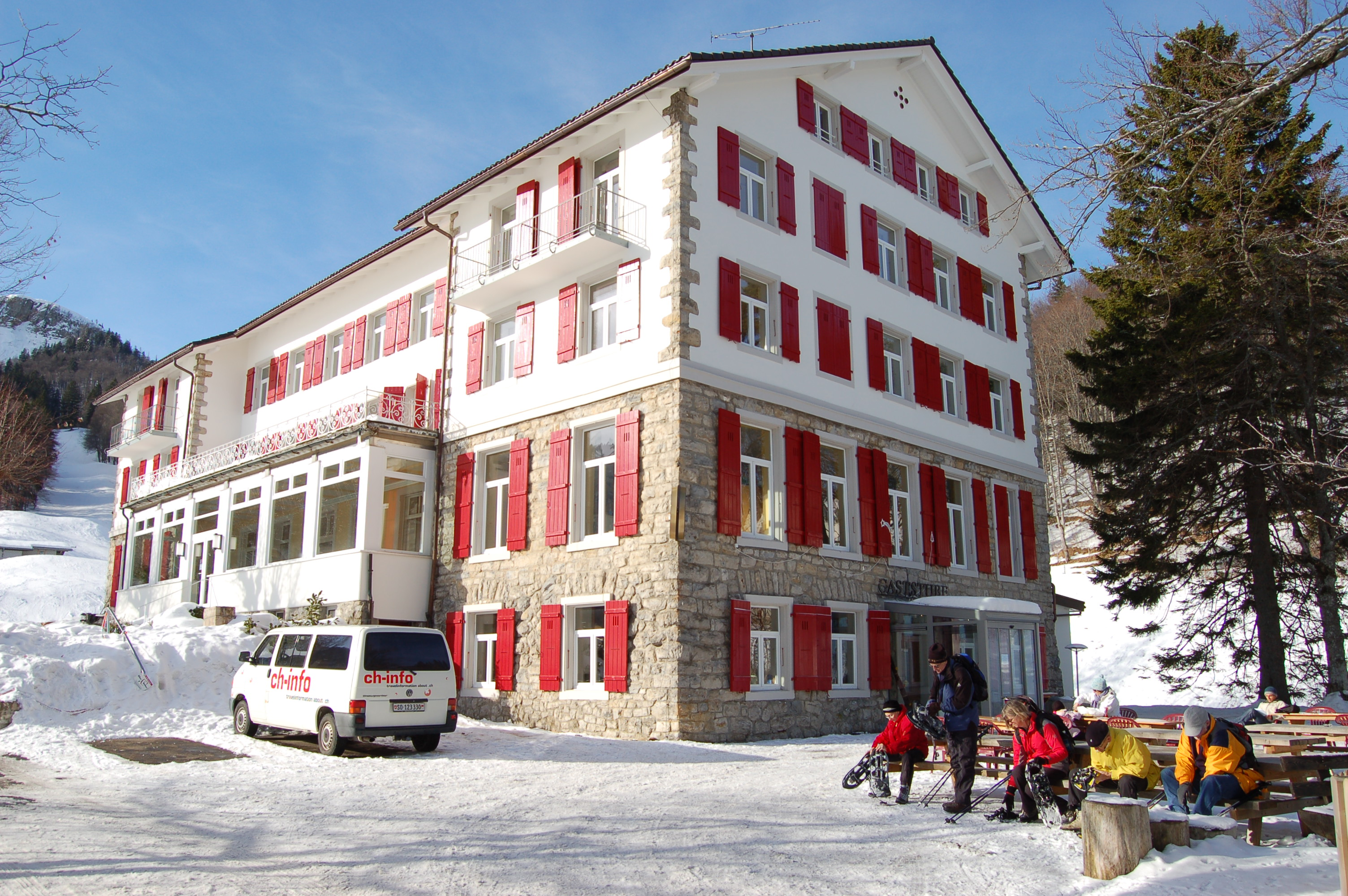
Kurhaus Balmberg
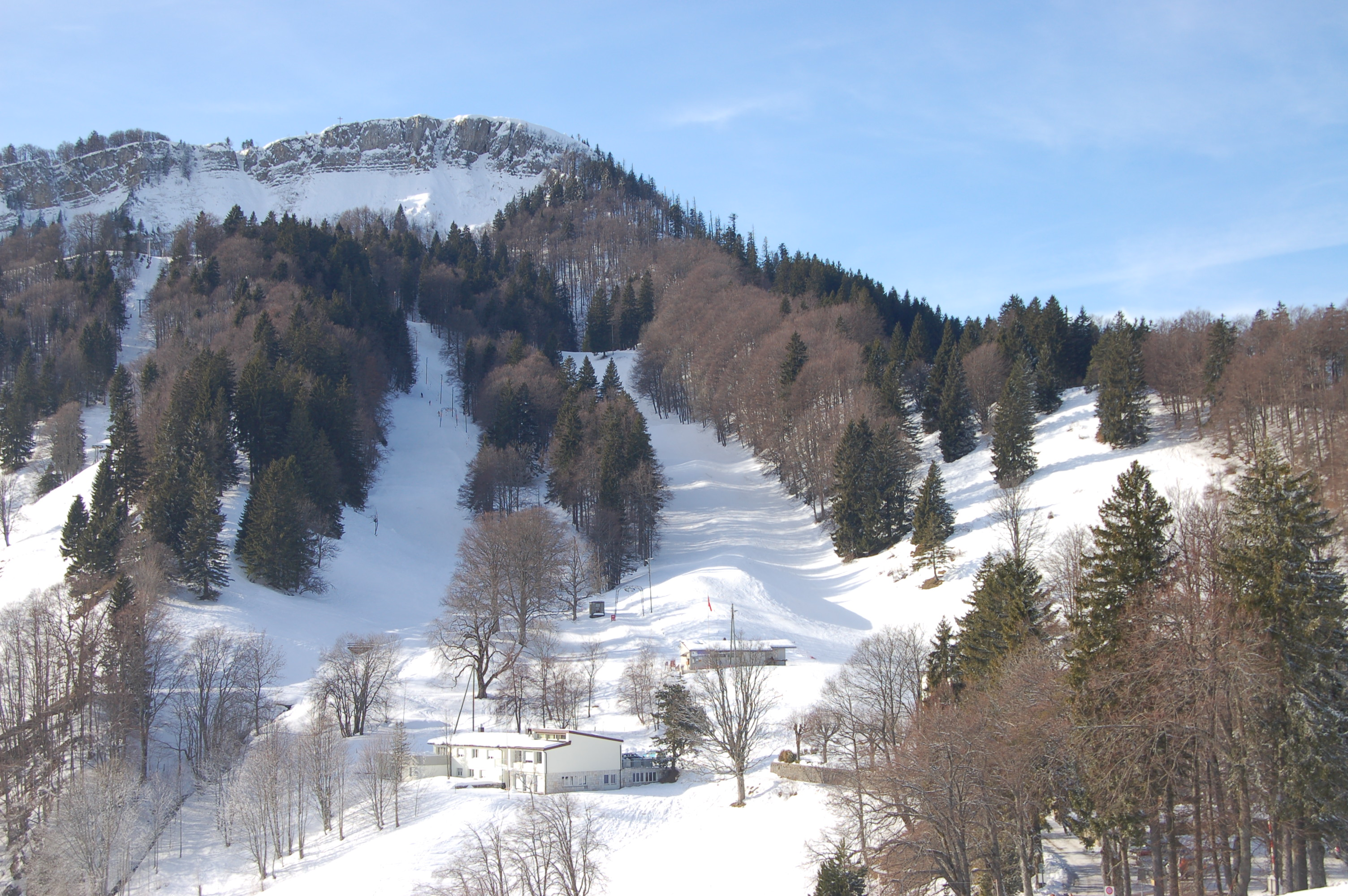
Kählelift Balmberg
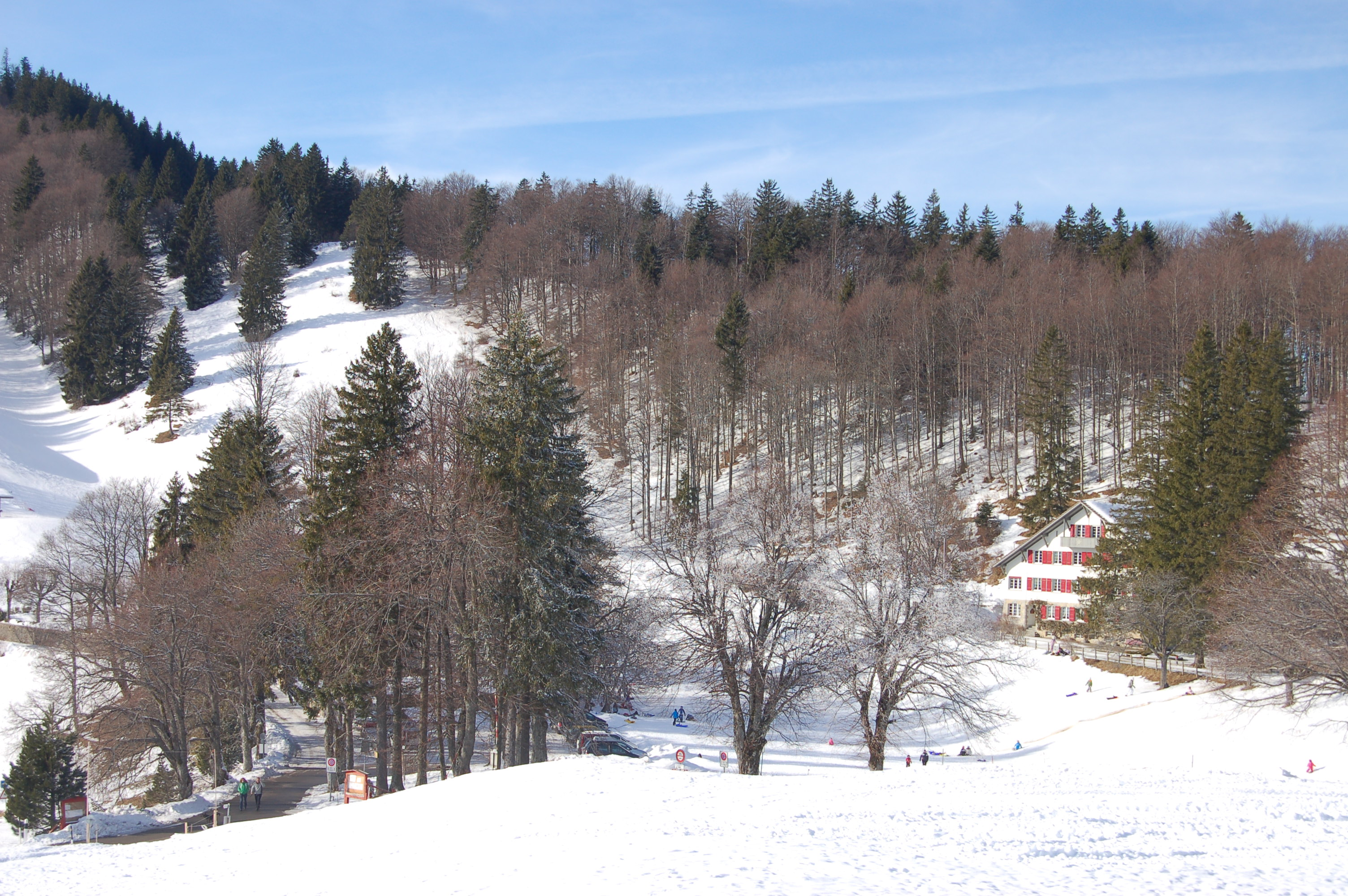
Ferienhaus Balmberg
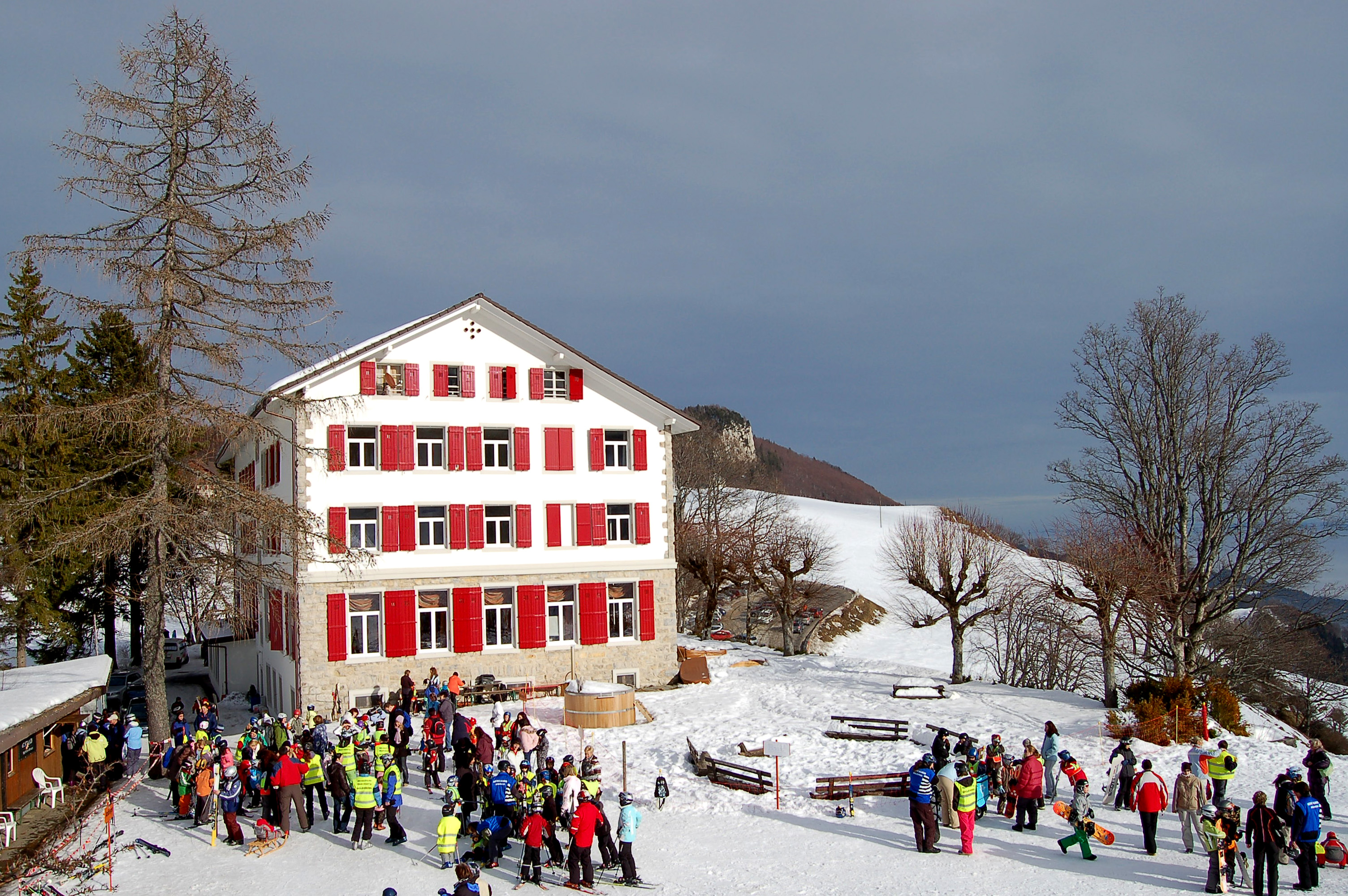
Skischule Balmberg